# Courthézon
Courthézon ist eine französische Gemeinde mit 6245 Einwohnern (Stand 1. Januar 2022) im Département Vaucluse in der Region Provence-Alpes-Côte d’Azur. Sie gehört zum Arrondissement Carpentras und ist Mitglied im Gemeindeverband Communauté de communes Pays d’Orange en Provence. Die Bewohner werden Courthézonnais und Courthézonnaises genannt.
Die Gemeinde erhielt 2023 die Auszeichnung „Zwei Blumen“, die vom Conseil national des villes et villages fleuris (CNVVF) im Rahmen des jährlichen Wettbewerbs der blumengeschmückten Städte und Dörfer verliehen wird.

## Geografie
Courthézon liegt im Rhonetal, etwa acht Kilometer südöstlich des Zentrums von Orange und etwa 17 Kilometer nordöstlich von Avignon. Die Gemeinde ist auf dem größten Teil ihres Territoriums relativ flach, mit einer leichten Erhebung im Westen und dem höchsten Punkt im Südwesten.
Umgeben wird Courthézon von den fünf Nachbargemeinden:
| Orange              | Jonquières                                  |          |
| Roquemaure (Gard)   | Kompassrose, die auf Nachbargemeinden zeigt | Sarrians |
| Châteauneuf-du-Pape | Bédarrides                                  |          |

## Geschichte
Ein von den Römern erbautes Kastell diente zur Verteidigung von Orange. Die Steinschichten wurden für die Befestigungsmauern des alten Schlosses verwendet.
Auf dem Gemeindegebiet befand sich ein Steinbruch, der für den Bau des Theaters von Orange verwendet wurde.
Während der Hugenottenkriege wurde die katholische Stadt mehrere Male von Hugenotten angegriffen.
Courthézon gehörte bis zur Annexion durch Ludwig XIV. 1673 zum Fürstentum Orange. Von 1703 bis 1731 stand die Stadt unter Herrschaft der Conti-Familie und gehörte daraufhin, besiegelt durch einen Vertrag zwischen dem Prinzen von Conti und Ludwig XV., endgültig zur königlichen Domäne.
Ende des 18. Jahrhunderts wurden aus den Steinen des zerstörten Prinzenschlosses Dämme für die Ouvèze gebaut.

## Einwohnerentwicklung
| Jahr      | 1962 | 1968 | 1975 | 1982 | 1990 | 1999 | 2008 | 2017 |
| --------- | ---- | ---- | ---- | ---- | ---- | ---- | ---- | ---- |
| Einwohner | 3575 | 3947 | 4337 | 4498 | 5166 | 5364 | 5307 | 5639 |

## Politik

### Wappen und Devise
Das Wappen zeigt auf blauem Hintergrund ein liegendes goldenes Hifthorn mit roter Fessel, darunter zwei goldene sechsstrahlige Sterne und drei mit dem Kopf nach oben zeigende Nägel.
Die Devise lautet: Saevis tranquillus in undis („Ruhig auf tosenden Wellen“).

### Städtepartnerschaften
- Buti, Italien
- Bergheim, Frankreich

## Sehenswürdigkeiten
- Stadtmauern (11. Jahrhundert)
- Überreste der Zinnmauern des alten Prinzenschlosses
- Springbrunnen und Oratorien
- Uhrturm (1653)
- Kirche Saint-Denis (12. Jahrhundert)
- Hospiz, 1703 wieder aufgebaut
- Markthallen von 1730.
- Château de Val-Seille (1868)
- Château Montellier mit Gärten
- Château de Verclos (13. Jahrhundert)
- Landgut von Beaucastel mit Schloss (18. Jahrhundert)
- Châteaux La Font-du-Loup Pecoulette
- sechs Kapellen

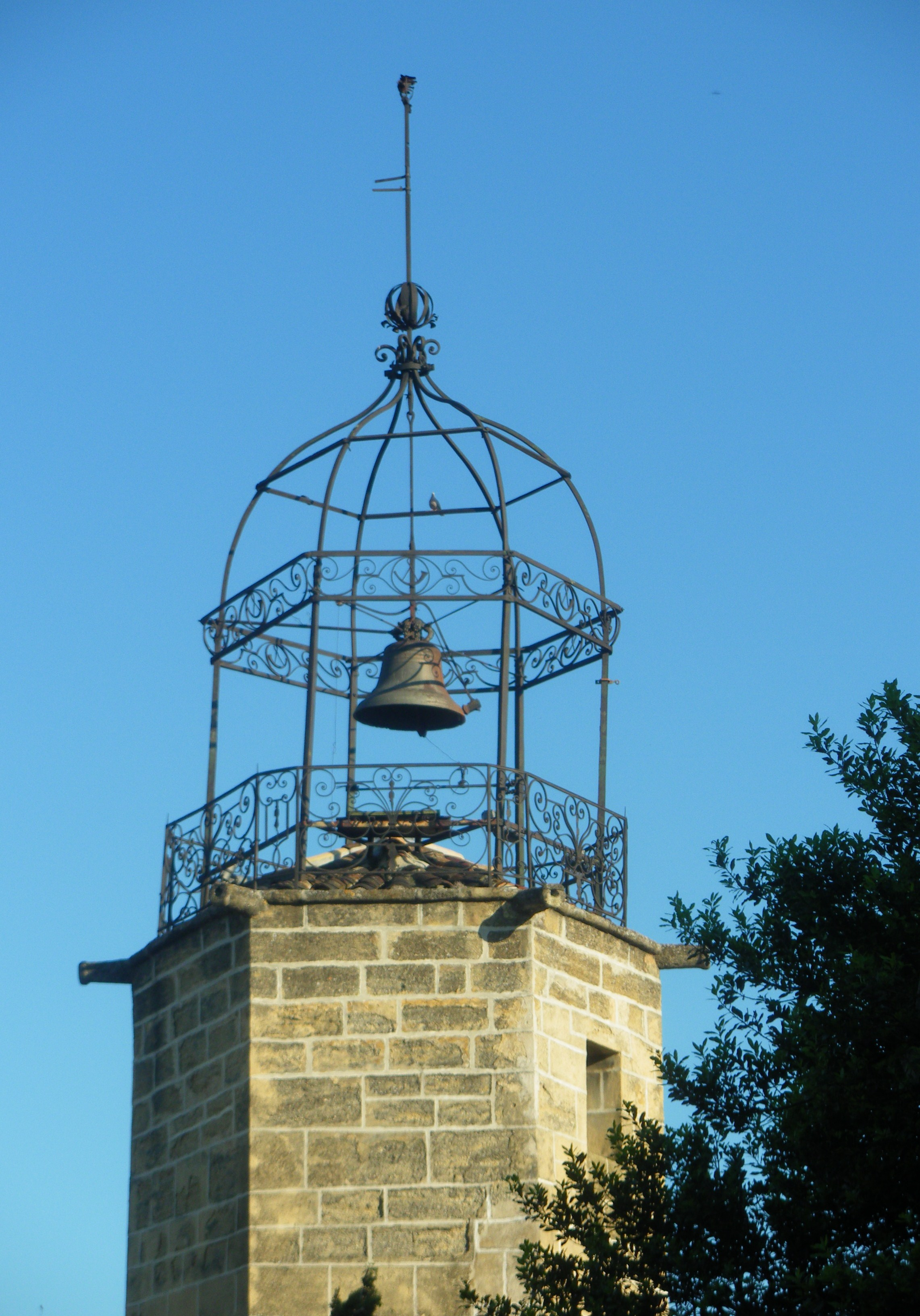
Belfried
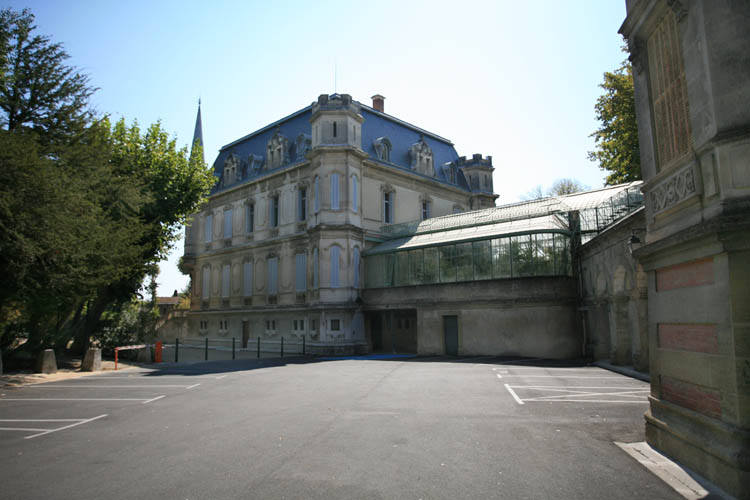
Château de Val-Seille
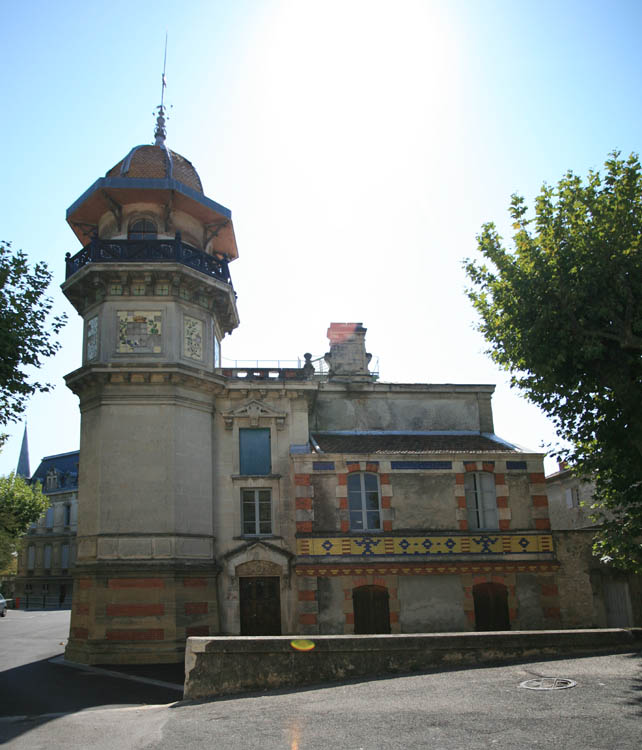
Rückseite des Schlosses
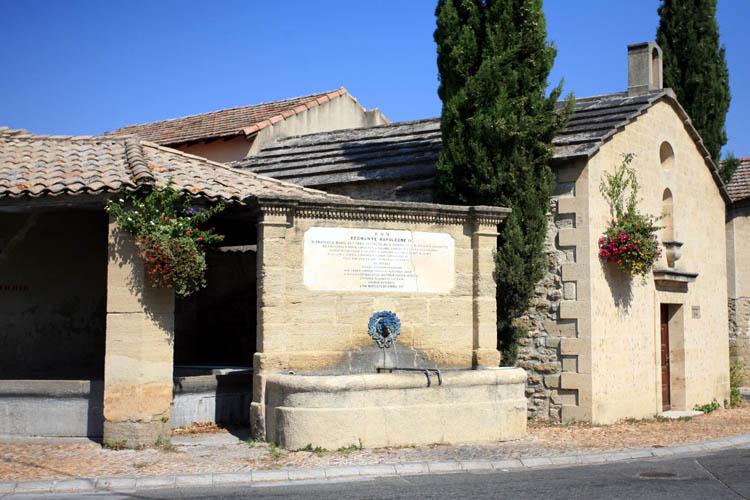
Waschhaus, Kapelle und Springbrunnen
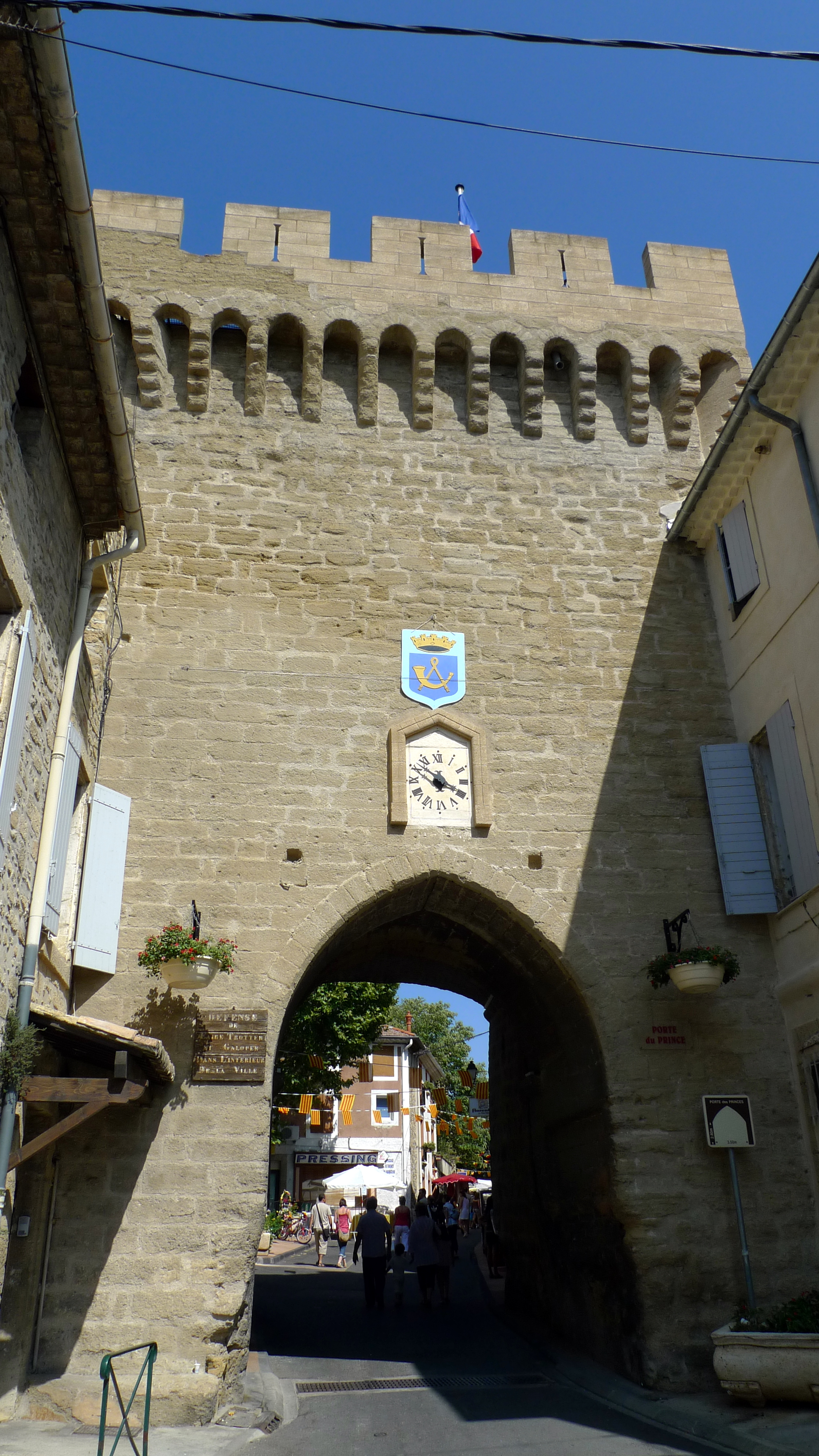
Porte du Prince

## Persönlichkeiten
- Joseph Saurin (1659–1737), französischer Mathematiker, geboren in Courthézon
- François Blanc (1806–1877), französischer Mathematiker, geboren in Courthézon, gründete die Kasinos von Bad Homburg vor der Höhe und Monte-Carlo